# Danh sách Pokémon

Logo quốc tế của thương hiệu Pokémon

Dưới đây là danh sách các Pokémon hoàn chỉnh thuộc nhượng quyền thương hiệu Pokémon, xoay quanh hơn 1025 loài quái vật thu thập giả tưởng, mỗi loài có thiết kế và kỹ năng độc đáo. Được sáng tạo bởi Satoshi Tajiri vào đầu năm 1989, Pokémon là những sinh vật sống trong Thế giới Pokémon hư cấu. Các thiết kế cho vô số loài có thể lấy cảm hứng từ bất cứ thứ gì, chẳng hạn như các vật thể vô tri, thực vật, động vật thế giới hoặc các thần thoại. Nhiều Pokémon có khả năng tiến hóa thành các loài mạnh hơn, trong khi những loài khác có thể trải qua các thay đổi hình thức như Hệ và đạt được kết quả tương tự. Ban đầu, chỉ có một số ít các họa sĩ phụ trách thiết kế Pokémon do Ken Sugimori điều hành và sáng tạo. Tuy nhiên, vào năm 2013, một nhóm gồm 20 họa sĩ đã làm việc cùng nhau để tạo ra các thiết kế loài Pokémon mới. Sugimori và Hironobu Yoshida dẫn dắt nhóm và thống nhất các thiết kế cuối cùng. Mỗi lần lặp lại của bộ truyện đã mang lại sự khen ngợi và chỉ trích đối với nhiều sinh vật.
Hàng loạt sinh vật thường được chia thành các "Thế hệ", với mỗi hệ bao gồm các Pokémon chủ yếu xuất hiên trong các tựa game mới trong loạt trò chơi video chính và thường là thay đổi trong nền tảng máy chơi game cầm tay. Thế hệ I đề cập đến Red, Green, Blue và Yellow; Thế hệ II đề cập đến Gold và Silver, và Crystal; Thế hệ III đề cập đến Ruby và Sapphire, và Emerald; Thế hệ IV đề cập đến Diamond và Pearl, và Platinum; Thế hệ V đề cập đến Black và White, Black 2 và White 2, Thế hệ VI đề cập đến X và Y; Thế hệ VII đề cập đến Sun và Moon, Ultra Sun và Ultra Moon, Let's Go, Pikachu! và Let's Go, Eevee!; Thế hệ VIII đề cập đến Sword và Shield; và Thế hệ IX đề cập đến Scarlet và Violet. Mỗi thế hệ cũng được đánh dấu bằng việc bổ sung Pokémon mới: Thế hệ I ở Vùng Kanto có 151 Pokémon mới, Thế hệ II ở vùng Johto có 100 Pokémon mới, Thế hệ III ở vùng Hoenn có 135 Pokémon mới, Thế hệ IV ở vùng Sinnoh có 107 Pokémon mới, Thế hệ V ở vùng Isshu có 156 Pokémon mới, Thế hệ VI ở vùng Kalos có 72 Pokémon mới, Thế hệ VII ở vùng Alola có 88 Pokémon mới, Thế hệ VIII ở vùng Galar và Hisui có 96 Pokémon mới, Thế hệ IX ở vùng Paldea có 120 Pokémon mới.
Do số lượng lớn Pokémon, danh sách của từng loài được chia thành các đề mục theo thế hệ ở dưới đây. 809 loài Pokémon được sắp xếp theo số lượng của chúng trong bách khoa toàn thư điện tử Pokédex thế giới, cung cấp nhiều thông tin khác nhau về Pokémon. National Pokédex được chia thành chuỗi Pokédex khu vực, mỗi vùng/khu vực xoay quanh các loài được giới thiệu vào thời điểm của các thế hệ tương ứng của chúng cùng với các thế hệ cũ. Ví dụ, Johto Pokédex, Thế hệ II, bao gồm 100 loài được giới thiệu trong Gold và Silver ngoài 151 loài ban đầu. Các bách khoa toàn thư về Pokémon luôn tuân theo một trật tự chung: Pokémon khởi đầu được liệt kê đầu tiên, theo sau là các loài có thể đạt được sớm trong các trò chơi tương ứng và các Pokémon huyền thoại và Bí ẩn thường được đặt ở cuối bảng danh sách. Thế hệ V là một trường hợp ngoại lệ đáng chú ý, vì Victini là Pokémon đầu tiên trong Isshu Pokédex và cũng được đánh số duy nhất là số 0. Các hình thức tiến hóa khác như Tiến Hóa Mega dẫn đến thay đổi hệ (được giới thiệu sau trong Thế hệ VI) cũng được đưa vào các bảng thế hệ khác để thuận tiện cho việc tra cứu. Ngoài ra, bạn nên xem trước Bảng chú thích Loài Pokémon ở dưới đây để thuận tiện nếu bạn muốn tìm những Pokémon khởi đầu, huyền thoại, bí ẩn hoặc Siêu Thú (Ultra Beast) trong bảng danh sách Pokémon. Bảng chú thích Loài Pokémon này áp dụng cho tất cả các bảng danh sách thế hệ ở bên dưới.

## Khái niệm
Tiền đề của Pokémon nói chung được hình thành bởi Satoshi Tajiri - người mà sau đó thành lập Game Freak vào năm 1989, khi Game Boy được phát hành. Các sinh vật sống trong thế giới Pokémon cũng được gọi là Pokémon. Từ "Pokémon" là một sự co lại theo kiểu La Mã của thương hiệu Pocket Monsters của Nhật Bản (ポケトモンス Poketto Monsutā). Khái niệm về vũ trụ Pokémon, trong cả trò chơi điện tử và thế giới giả tưởng chung về Pokémon, bắt nguồn đáng chú ý nhất từ sở thích thu thập côn trùng thời thơ ấu của Tajiri. Những ảnh hưởng khác đến khái niệm này bao gồm Ultraman, anime và chơi trò chơi video nói chung. Trong suốt thời thơ ấu của mình, Tajiri đã thấy quê hương (Machida, Tokyo) của mình biến thành một trung tâm đô thị. Quá trình đô thị hóa thị trấn của ông đã xua đuổi động vật hoang dã và ông và những người khác sống trong khu vực cuối cùng không thể thu thập côn trùng. Thông qua Pokémon, Tajiri đã tìm cách mang lại trò tiêu khiển ngoài trời này và chia sẻ nó với thế giới. Các trò chơi đầu tiên trong nhượng quyền thương mại, Red và Blue, được phát hành vào ngày 27 tháng 2 năm 1996 tại Nhật Bản cho Game Boy; trò chơi đã được phát hành quốc tế với tên Red and Blue vào tháng 9 năm 1998. Khả năng bắt giữ, chiến đấu, buôn bán và chăm sóc nhiều sinh vật đã biến Pokémon trở nên phổ biến ở quốc tế và nó đã trở thành thương hiệu nhượng quyền thương mại có giá trị hơn một tỷ đô la và trở thành loạt trò chơi video bán chạy thứ hai, chỉ sau nhượng quyền thương mại Mario.
Khi bắt đầu một trò chơi Pokémon chính, người chơi nhận được một trong ba Pokémon "khởi đầu", chúng có thể chiến đấu và bắt những Pokémon khác. Mỗi Pokémon có một hoặc hai "Hệ", chẳng hạn như Lửa, Nước hoặc Cỏ. Trong trận chiến, một số Hệ mạnh mẽ chống lại các loại khác. Ví dụ, một cuộc tấn công hệ lửa sẽ gây ra nhiều sát thương hơn cho Pokémon hệ cỏ hơn là một cuộc tấn công hệ nước. Hình thức chơi trò chơi này thường được so sánh với trò chơi Oẳn tù tì, mặc dù người chơi phải lên chiến lược cho Pokémon nào và đòn tấn công nào để sử dụng trước các đối thủ khác nhau.
Nhiều loài Pokémon có khả năng tiến hóa thành một sinh vật lớn hơn và mạnh hơn. Sự thay đổi đi kèm với thay đổi chỉ số, thường là mức tăng khiêm tốn và tiếp cận với nhiều cuộc tấn công khác nhau. Có nhiều cách để kích hoạt một sự tiến hóa bao gồm đạt đến một cấp độ cụ thể, sử dụng một viên đá đặc biệt hoặc học một cuộc tấn công cụ thể. Ví dụ, ở cấp 16 Fushigidane có khả năng tiến hóa thành Fushigisou. Đáng chú ý nhất là Eievui hệ thường có khả năng tiến hóa thành tám Pokémon khác nhau: Thunders (Điện), Booster (Lửa), Showers (Nước), Blacky (Bóng tối), Eifie (Tâm linh), Leafia (Cỏ), Glacia (Băng) và Nymphia (Tiên). Ở thế hệ VI, một cơ chế tiến hóa mới có tên là Tiến Hóa Mega cũng như một tập hợp con của Tiến Hóa Mega có tên là Tiến Hóa tận cùng Nguyên Thủy cũng được đưa vào trò chơi. Không giống như tiến hóa thông thường, Tiến Hóa Mega và Tiến Hóa tận cùng Nguyên Thủy chỉ tồn tại trong suốt thời gian của một trận chiến, sau đó Pokémon trở lại hình dạng bình thường ở sau trận chiến. Bốn mươi tám Pokémon có khả năng trải qua Tiến Hóa Mega hoặc Tiến Hóa tận cùng Nguyên Thủy chỉ được phát hành sau Sun và Moon. Ngược lại, một số loài như Powalen, Rotom, Unknown và Lugarugan trải qua những thay đổi về hình thức như thay đổi cả về hình dạng và hệ nhưng không được coi là loài mới. Một số Pokémon có sự khác biệt về ngoại hình do giới tính. Pokémon có thể là nam hoặc nữ, chỉ nam, chỉ nữ hoặc không có giới tính.
Mặc dù nhượng quyền Pokémon chủ yếu dành cho người chơi trẻ tuổi, mỗi Pokémon có các thuộc tính phức tạp khác nhau như bản chất, đặc điểm, giá trị Individual Values (IVs), và giá trị Effort Values (EVs). Những thứ này, theo Giám đốc Hội đồng Game Freak Junichi Masuda, dành cho những người "thích chiến đấu và muốn đi sâu hơn". Những thống kê riêng lẻ này cũng được đưa vào vì khái niệm cơ bản của nhượng quyền thương mại là đào tạo Pokémon của một người. Nhà thiết kế Takeshi Kawachimaru tuyên bố rằng IVs và EVs "giúp tạo ra từng Pokémon trong trò chơi riêng lẻ", vì nó bổ sung các khía cạnh độc đáo cho chúng. Mỗi trò chơi Pokémon giới thiệu một vài Pokémon "Huyền thoại" và "Bí ẩn" mạnh mẽ, hiếm và khó bắt. Pokémon Sun và Moon đã giới thiệu "Ultra Beasts" (Tiếng Việt gọi là Siêu Thú), được mô tả là "những sinh vật đến từ chiều không gian khác" xuất hiện ở vùng Alola và có sức mạnh và hiếm tương tự.

## Thiết kế và phát triển

Cơ chế tiến hóa được hiển thị nổi bật nhất thông qua Eievui (giữa) và tám tiến hóa của nó. Mỗi loài đòi hỏi một phương pháp khác nhau để phát triển và đại diện nổi bật cho hình dạng mới mà họ tặng.

Trong suốt quá trình phát triển Red và Green, tất cả các Pokémon được thiết kế bởi Ken Sugimori, một người bạn lâu năm của Tajiri và một nhóm ít hơn mười người, bao gồm Atsuko Nishida, người được coi là nhà thiết kế ra Pikachu. Vào năm 2013, một nhóm gồm 20 họa sĩ đã làm việc cùng nhau để tạo ra các thiết kế loài mới. Một ủy ban gồm năm người sẽ xác định thiết kế nào sẽ được thêm vào các trò chơi, với Sugimori và Hironobu Yoshida hoàn thiện diện mạo của từng sinh vật. Hơn nữa, Sugimori chịu trách nhiệm về Pokémon huyền thoại xuất hiện trên bìa game và tất cả các tác phẩm nghệ thuật chính thức cho các trò chơi. Theo Yoshida, số lượng thiết kế Pokémon bị từ chối nhiều gấp năm đến mười lần so với số lượng được hoàn thành trong mỗi trò chơi. Trong những trường hợp hiếm hoi, các thiết kế bị từ chối được đưa trở lại và phát hành trong các thế hệ sau. Shigeru Ohmori, đạo diễn của trò chơi Sun và Moon, thừa nhận rằng việc tạo ra Pokémon mới đã trở thành một nhiệm vụ khó khăn với số lượng Pokémon khổng lồ được thiết kế trong lịch sử 20 năm của thương hiệu. Mỗi lần lặp lại của bộ truyện đã mang lại sự khen ngợi và chỉ trích đối với nhiều sinh vật.
Các thiết kế cho Pokémon thường rất giống với các sinh vật ngoài đời thực, nhưng cũng bao gồm các vật thể vô tri. Đạo diễn Junichi Masuda và nhà thiết kế đồ họa Takao Unno đã tuyên bố rằng cảm hứng cho các thiết kế Pokémon có thể đến từ bất cứ điều gì. Sự đa dạng của động vật và văn hóa trên khắp thế giới cung cấp nền tảng cho vô số ý tưởng được đưa vào nhượng quyền thương mại. Môi trường mà Pokémon sẽ sống được tính đến khi chúng được thiết kế. Comfey giống như lei phù hợp với vùng Alola của Sun và Moon lấy cảm hứng từ Hawaii. Masuda đã tuyên bố rằng mỗi yếu tố của một thiết kế có một lý do hoạt động. Trong một số trường hợp, nhóm thiết kế tạo ra dấu chân mà Pokémon có thể tạo ra và thiết kế một sinh vật xung quanh đó. Một số nhà thiết kế tìm đến cơ chế trò chơi để tìm cảm hứng, xem nơi kết hợp gõ cụ thể có thể thú vị. Việc gán gõ thay đổi trong quá trình thiết kế, đôi khi Pokémon nhận được một hệ sau khi nó được tạo và lần khác chúng được thiết kế xung quanh một loại cụ thể. Mỗi Pokémon có chiều cao và cân nặng cụ thể.
Nguồn gốc đơn giản hơn của các thiết kế trong Thế hệ I đã thúc đẩy sự phức tạp lớn hơn trong các trò chơi sau này. Thiết kế, nói chung, đã trở nên ngày càng phức tạp và theo chủ đề trong các trò chơi mới hơn. Chẳng hạn, Sneasel, lấy cảm hứng từ yêu quái Nhật Bản kamaitachi, những sinh vật thần thoại với móng vuốt sắc bén, nhanh nhẹn, săn mồi theo bầy. Những yếu tố này đều được tìm thấy trong thiết kế và đặc điểm của Sneasel. Chẳng hạn, Pokémon mới được giới thiệu trong Thế hệ VI, chịu ảnh hưởng rất lớn từ văn hóa và hệ động vật ở Châu Âu (cụ thể là Pháp). Tuy nhiên, bằng việc phát hành X và Y vào năm 2013, Sugimori tuyên bố ông mong muốn thiết kế Pokémon trở lại với cội nguồn đơn giản hơn của nhượng quyền thương mại.
Masuda coi Pokémon khởi đầu là một trong những điều quan trọng nhất trong nhượng quyền thương mại; Yoshida đi xa hơn và gọi họ là "bộ mặt của thế hệ đó" và nói rằng "họ là những người nên có trên bộ". Ba Pokémon khởi đầu của mỗi thế hệ là các hệ Cỏ, Nước và Lửa, một bộ ba mà Masuda cho là dễ hiểu nhất đối với người chơi mới. Trong một cuộc phỏng vấn với GamesRadar vào năm 2009, Masuda tuyên bố rằng các Pokémon đơn giản mất khoảng sáu tháng để thiết kế và phát triển, trong khi Pokémon đóng vai trò quan trọng hơn trong các trò chơi (như Pokémon khởi đầu) có thể mất hơn một năm. Masuda nói thêm: "Chúng tôi cũng muốn nhà thiết kế có nhiều tự do nhất có thể, chúng tôi không muốn thu hẹp trí tưởng tượng của họ bằng cách nói 'Chúng tôi muốn loại Pokemon này'. Khi chúng tôi nói chuyện với nhà thiết kế, chúng tôi luôn nhấn mạnh rằng họ không nên nghĩ về Pokemon nhất thiết, mà thay vào đó nên sáng tạo nhất có thể." Sau khi Pokémon được thiết kế, nó được gửi đến "Nhà sản xuất chiến đấu", người quyết định những bước di chuyển và chỉ số mà Pokémon nên có.

## Danh sách Pokémon
| Thế hệ | Năm           | Vùng         | Bản game                               | Máy                                | Số Pokémon             | Số Pokémon               | Số Pokémon |
| Thế hệ | Năm           | Vùng         | Bản game                               | Máy                                | Pokémon mới trong game | Pokémon mới trong thế hệ | Tổng cộng  |
| ------ | ------------- | ------------ | -------------------------------------- | ---------------------------------- | ---------------------- | ------------------------ | ---------- |
| I      | 1996–1999     | Kanto        | Red, Green, Blue và Yellow             | Game Boy, Nintendo 3DS             | 151                    | 151                      | 151        |
| II     | 1999–2002     | Johto, Kanto | Gold, Silver và Crystal                | Game Boy Color, Nintendo 3DS       | 100                    | 100                      | 251        |
| IIII   | 2002–2006     | Hoenn        | Ruby, Sapphire và Emerald              | Game Boy Advance                   | 135                    | 135                      | 386        |
| IIII   | 2002–2006     | Kanto        | FireRed và LeafGreen                   | Game Boy Advance                   | None                   | 135                      | 386        |
| IV     | 2006–2010     | Sinnoh       | Diamond, Pearl và Platinum             | Nintendo DS                        | 107                    | 107                      | 493        |
| IV     | 2006–2010     | Johto, Kanto | HeartGold và SoulSilver                | Nintendo DS                        | None                   | 107                      | 493        |
| V      | 2010–2013     | Unova        | Black và White                         | Nintendo DS                        | 156                    | 156                      | 649        |
| V      | 2010–2013     | Unova        | Black 2 và White 2                     | Nintendo DS                        | None                   | 156                      | 649        |
| VI     | 2013–2016     | Kalos        | X và Y                                 | Nintendo 3DS                       | 72                     | 72                       | 721        |
| VI     | 2013–2016     | Hoenn        | Omega Ruby và Alpha Sapphire           | Nintendo 3DS                       | None                   | 72                       | 721        |
| VII    | 2016–2019     | Alola        | Sun và Moon                            | Nintendo 3DS                       | 81                     | 88                       | 809        |
| VII    | 2016–2019     | Alola        | Ultra Sun và Ultra Moon                | Nintendo 3DS                       | 5                      | 88                       | 809        |
| VII    | 2016–2019     | Kanto        | Let's Go, Pikachu! và Let's Go, Eevee! | Nintendo Switch                    | 2                      | 88                       | 809        |
| VIII   | 2019–2022     | Galar        | Sword và Shield                        | Nintendo Switch                    | 81                     | 96                       | 905        |
| VIII   | 2019–2022     | Galar        | Bản mở rộng The Isle of Armor          | Nintendo Switch                    | 3                      | 96                       | 905        |
| VIII   | 2019–2022     | Galar        | Bản mở rộng The Crown Tundra           | Nintendo Switch                    | 5                      | 96                       | 905        |
| VIII   | 2019–2022     | Sinnoh       | Brilliant Diamond và Shining Pearl     | Nintendo Switch                    | None                   | 96                       | 905        |
| VIII   | 2019–2022     | Hisui        | Legends: Arceus                        | Nintendo Switch                    | 7                      | 96                       | 905        |
| IX     | 2022–hiện tại | Paldea       | Scarlet và Violet                      | Nintendo Switch                    | 105                    | 120                      | 1025       |
| IX     | 2022–hiện tại | Paldea       | Bản mở rộng The Teal Mask              | Nintendo Switch                    | 7                      | 120                      | 1025       |
| IX     | 2022–hiện tại | Paldea       | Bản mở rộng The Indigo Disk            | Nintendo Switch                    | 8                      | 120                      | 1025       |
| IX     | 2022–hiện tại | Kalos        | Legends: Z-A                           | Nintendo Switch, Nintendo Switch 2 | TBA                    | 120                      | 1025       |

## Bảng chú thích Loài Pokémon
| Bảng chú giải dành cho tất cả thế hệ | Bảng chú giải dành cho tất cả thế hệ | Bảng chú giải dành cho tất cả thế hệ                                              |
| Ký tự                                | Ý nghĩa                              | Mô tã                                                                             |
| ------------------------------------ | ------------------------------------ | --------------------------------------------------------------------------------- |
| dagger                               | Pokémon Khởi Đầu                     | Pokémon đầu tiên mà người chơi có thể có được trong các trò chơi chính            |
| ~                                    | Pokémon Cổ Đại                       | Pokémon cổ đại chỉ thu được bằng cách hồi sinh hóa thạch.                         |
| ※                                    | Pokémon Bé con                       | Pokémon bé con thu được chủ yếu bằng cách nhân giống các dạng tiến hóa của chúng. |
| ‡                                    | Pokémon Huyền Thoại                  | Pokémon mạnh mẽ gắn liền với truyền thuyết của thế giới Pokémon.                  |
| ♭                                    | Pokémon Huyền Ảo                     | Pokémon chỉ có thể có được thông qua các sự kiện phân phối                        |
| ♯                                    | Ultra Beast                          | Pokémon đến từ không gian khác.                                                   |
| §                                    | Paradox Pokémon                      | Pokémon giống với họ hàng cổ xưa hoặc tương lai của Pokémon thời hiện đại.        |

## Danh sách loài
| Thế hệ I              | Thế hệ I              | Thế hệ II             | Thế hệ II             | Thế hệ III            | Thế hệ III            | Thế hệ IV             | Thế hệ IV             | Thế hệ V | Thế hệ V    | Thế hệ VI             | Thế hệ VI             | Thế hệ VIi            | Thế hệ VIi            | Thế hệ VIII           | Thế hệ VIII           | Thế hệ IX             | Thế hệ IX             |
| Dex #                 | Tên                   | Dex #                 | Tên                   | Dex #                 | Tên                   | Dex #                 | Tên                   | Dex #    | Tên         | Dex #                 | Tên                   | Dex #                 | Tên                   | Dex #                 | Tên                   | Dex #                 | Tên                   |
| --------------------- | --------------------- | --------------------- | --------------------- | --------------------- | --------------------- | --------------------- | --------------------- | -------- | ----------- | --------------------- | --------------------- | --------------------- | --------------------- | --------------------- | --------------------- | --------------------- | --------------------- |
| 001                   | Bulbasaur†            | 152                   | Chikorita†            | 252                   | Treecko†              | 387                   | Turtwig†              | 494      | Victini♭    | 650                   | Chespin†              | 722                   | Rowlet†               | 810                   | Grookey†              | 906                   | Sprigatito†           |
| 002                   | Ivysaur               | 153                   | Bayleef               | 253                   | Grovyle               | 388                   | Grotle                | 495      | Snivy†      | 651                   | Quilladin             | 723                   | Dartrix               | 811                   | Thwackey              | 907                   | Floragato             |
| 003                   | Venusaur              | 154                   | Meganium              | 254                   | Sceptile              | 389                   | Torterra              | 496      | Servine     | 652                   | Chesnaught            | 724                   | Decidueye             | 812                   | Rillaboom             | 908                   | Meowscarada           |
| 004                   | Charmander†           | 155                   | Cyndaquil†            | 255                   | Torchic†              | 390                   | Chimchar†             | 497      | Serperior   | 653                   | Fennekin†             | 725                   | Litten†               | 813                   | Scorbunny†            | 909                   | Fuecoco†              |
| 005                   | Charmeleon            | 156                   | Quilava               | 256                   | Combusken             | 391                   | Monferno              | 498      | Tepig†      | 654                   | Braixen               | 726                   | Torracat              | 814                   | Raboot                | 910                   | Crocalor              |
| 006                   | Charizard             | 157                   | Typhlosion            | 257                   | Blaziken              | 392                   | Infernape             | 499      | Pignite     | 655                   | Delphox               | 727                   | Incineroar            | 815                   | Cinderace             | 911                   | Skeledirge            |
| 007                   | Squirtle†             | 158                   | Totodile†             | 258                   | Mudkip†               | 393                   | Piplup†               | 500      | Emboar      | 656                   | Froakie†              | 728                   | Popplio†              | 816                   | Sobble†               | 912                   | Quaxly†               |
| 008                   | Wartortle             | 159                   | Croconaw              | 259                   | Marshtomp             | 394                   | Prinplup              | 501      | Oshawott†   | 657                   | Frogadier             | 729                   | Brionne               | 817                   | Drizzile              | 913                   | Quaxwell              |
| 009                   | Blastoise             | 160                   | Feraligatr            | 260                   | Swampert              | 395                   | Empoleon              | 502      | Dewott      | 658                   | Greninja              | 730                   | Primarina             | 818                   | Inteleon              | 914                   | Quaquaval             |
| 010                   | Caterpie              | 161                   | Sentret               | 261                   | Poochyena             | 396                   | Starly                | 503      | Samurott    | 659                   | Bunnelby              | 731                   | Pikipek               | 819                   | Skwovet               | 915                   | Lechonk               |
| 011                   | Metapod               | 162                   | Furret                | 262                   | Mightyena             | 397                   | Staravia              | 504      | Patrat      | 660                   | Diggersby             | 732                   | Trumbeak              | 820                   | Greedent              | 916                   | Oinkologne            |
| 012                   | Butterfree            | 163                   | Hoothoot              | 263                   | Zigzagoon             | 398                   | Staraptor             | 505      | Watchog     | 661                   | Fletchling            | 733                   | Toucannon             | 821                   | Rookidee              | 917                   | Tarountula            |
| 013                   | Weedle                | 164                   | Noctowl               | 264                   | Linoone               | 399                   | Bidoof                | 506      | Lillipup    | 662                   | Fletchinder           | 734                   | Yungoos               | 822                   | Corvisquire           | 918                   | Spidops               |
| 014                   | Kakuna                | 165                   | Ledyba                | 265                   | Wurmple               | 400                   | Bibarel               | 507      | Herdier     | 663                   | Talonflame            | 735                   | Gumshoos              | 823                   | Corviknight           | 919                   | Nymble                |
| 015                   | Beedrill              | 166                   | Ledian                | 266                   | Silcoon               | 401                   | Kricketot             | 508      | Stoutland   | 664                   | Scatterbug            | 736                   | Grubbin               | 824                   | Blipbug               | 920                   | Lokix                 |
| 016                   | Pidgey                | 167                   | Spinarak              | 267                   | Beautifly             | 402                   | Kricketune            | 509      | Purrloin    | 665                   | Spewpa                | 737                   | Charjabug             | 825                   | Dottler               | 921                   | Pawmi                 |
| 017                   | Pidgeotto             | 168                   | Ariados               | 268                   | Cascoon               | 403                   | Shinx                 | 510      | Liepard     | 666                   | Vivillon              | 738                   | Vikavolt              | 826                   | Orbeetle              | 922                   | Pawmo                 |
| 018                   | Pidgeot               | 169                   | Crobat                | 269                   | Dustox                | 404                   | Luxio                 | 511      | Pansage     | 667                   | Litleo                | 739                   | Crabrawler            | 827                   | Nickit                | 923                   | Pawmot                |
| 019                   | Rattata               | 170                   | Chinchou              | 270                   | Lotad                 | 405                   | Luxray                | 512      | Simisage    | 668                   | Pyroar                | 740                   | Crabominable          | 828                   | Thievul               | 924                   | Tandemaus             |
| 020                   | Raticate              | 171                   | Lanturn               | 271                   | Lombre                | 406                   | Budew※                | 513      | Pansear     | 669                   | Flabébé               | 741                   | Oricorio              | 829                   | Gossifleur            | 925                   | Maushold              |
| 021                   | Spearow               | 172                   | Pichu※                | 272                   | Ludicolo              | 407                   | Roserade              | 514      | Simisear    | 670                   | Floette               | 742                   | Cutiefly              | 830                   | Eldegoss              | 926                   | Fidough               |
| 022                   | Fearow                | 173                   | Cleffa※               | 273                   | Seedot                | 408                   | Cranidos~             | 515      | Panpour     | 671                   | Florges               | 743                   | Ribombee              | 831                   | Wooloo                | 927                   | Dachsbun              |
| 023                   | Ekans                 | 174                   | Igglybuff※            | 274                   | Nuzleaf               | 409                   | Rampardos~            | 516      | Simipour    | 672                   | Skiddo                | 744                   | Rockruff              | 832                   | Dubwool               | 928                   | Smoliv                |
| 024                   | Arbok                 | 175                   | Togepi※               | 275                   | Shiftry               | 410                   | Shieldon~             | 517      | Munna       | 673                   | Gogoat                | 745                   | Lycanroc              | 833                   | Chewtle               | 929                   | Dolliv                |
| 025                   | Pikachu               | 176                   | Togetic               | 276                   | Taillow               | 411                   | Bastiodon~            | 518      | Musharna    | 674                   | Pancham               | 746                   | Wishiwashi            | 834                   | Drednaw               | 930                   | Arboliva              |
| 026                   | Raichu                | 177                   | Natu                  | 277                   | Swellow               | 412                   | Burmy                 | 519      | Pidove      | 675                   | Pangoro               | 747                   | Mareanie              | 835                   | Yamper                | 931                   | Squawkabilly          |
| 027                   | Sandshrew             | 178                   | Xatu                  | 278                   | Wingull               | 413                   | Wormadam              | 520      | Tranquill   | 676                   | Furfrou               | 748                   | Toxapex               | 836                   | Boltund               | 932                   | Nacli                 |
| 028                   | Sandslash             | 179                   | Mareep                | 279                   | Pelipper              | 414                   | Mothim                | 521      | Unfezant    | 677                   | Espurr                | 749                   | Mudbray               | 837                   | Rolycoly              | 933                   | Naclstack             |
| 029                   | Nidoran♀              | 180                   | Flaaffy               | 280                   | Ralts                 | 415                   | Combee                | 522      | Blitzle     | 678                   | Meowstic              | 750                   | Mudsdale              | 838                   | Carkol                | 934                   | Garganacl             |
| 030                   | Nidorina              | 181                   | Ampharos              | 281                   | Kirlia                | 416                   | Vespiquen             | 523      | Zebstrika   | 679                   | Honedge               | 751                   | Dewpider              | 839                   | Coalossal             | 935                   | Charcadet             |
| 031                   | Nidoqueen             | 182                   | Bellossom             | 282                   | Gardevoir             | 417                   | Pachirisu             | 524      | Roggenrola  | 680                   | Doublade              | 752                   | Araquanid             | 840                   | Applin                | 936                   | Armarouge             |
| 032                   | Nidoran♂              | 183                   | Marill                | 283                   | Surskit               | 418                   | Buizel                | 525      | Boldore     | 681                   | Aegislash             | 753                   | Fomantis              | 841                   | Flapple               | 937                   | Ceruledge             |
| 033                   | Nidorino              | 184                   | Azumarill             | 284                   | Masquerain            | 419                   | Floatzel              | 526      | Gigalith    | 682                   | Spritzee              | 754                   | Lurantis              | 842                   | Appletun              | 938                   | Tadbulb               |
| 034                   | Nidoking              | 185                   | Sudowoodo             | 285                   | Shroomish             | 420                   | Cherubi               | 527      | Woobat      | 683                   | Aromatisse            | 755                   | Morelull              | 843                   | Silicobra             | 939                   | Bellibolt             |
| 035                   | Clefairy              | 186                   | Politoed              | 286                   | Breloom               | 421                   | Cherrim               | 528      | Swoobat     | 684                   | Swirlix               | 756                   | Shiinotic             | 844                   | Sandaconda            | 940                   | Wattrel               |
| 036                   | Clefable              | 187                   | Hoppip                | 287                   | Slakoth               | 422                   | Shellos               | 529      | Drilbur     | 685                   | Slurpuff              | 757                   | Salandit              | 845                   | Cramorant             | 941                   | Kilowattrel           |
| 037                   | Vulpix                | 188                   | Skiploom              | 288                   | Vigoroth              | 423                   | Gastrodon             | 530      | Excadrill   | 686                   | Inkay                 | 758                   | Salazzle              | 846                   | Arrokuda              | 942                   | Maschiff              |
| 038                   | Ninetales             | 189                   | Jumpluff              | 289                   | Slaking               | 424                   | Ambipom               | 531      | Audino      | 687                   | Malamar               | 759                   | Stufful               | 847                   | Barraskewda           | 943                   | Mabosstiff            |
| 039                   | Jigglypuff            | 190                   | Aipom                 | 290                   | Nincada               | 425                   | Drifloon              | 532      | Timburr     | 688                   | Binacle               | 760                   | Bewear                | 848                   | Toxel※                | 944                   | Shroodle              |
| 040                   | Wigglytuff            | 191                   | Sunkern               | 291                   | Ninjask               | 426                   | Drifblim              | 533      | Gurdurr     | 689                   | Barbaracle            | 761                   | Bounsweet             | 849                   | Toxtricity            | 945                   | Grafaiai              |
| 041                   | Zubat                 | 192                   | Sunflora              | 292                   | Shedinja              | 427                   | Buneary               | 534      | Conkeldurr  | 690                   | Skrelp                | 762                   | Steenee               | 850                   | Sizzlipede            | 946                   | Bramblin              |
| 042                   | Golbat                | 193                   | Yanma                 | 293                   | Whismur               | 428                   | Lopunny               | 535      | Tympole     | 691                   | Dragalge              | 763                   | Tsareena              | 851                   | Centiskorch           | 947                   | Brambleghast          |
| 043                   | Oddish                | 194                   | Wooper                | 294                   | Loudred               | 429                   | Mismagius             | 536      | Palpitoad   | 692                   | Clauncher             | 764                   | Comfey                | 852                   | Clobbopus             | 948                   | Toedscool             |
| 044                   | Gloom                 | 195                   | Quagsire              | 295                   | Exploud               | 430                   | Honchkrow             | 537      | Seismitoad  | 693                   | Clawitzer             | 765                   | Oranguru              | 853                   | Grapploct             | 949                   | Toedscruel            |
| 045                   | Vileplume             | 196                   | Espeon                | 296                   | Makuhita              | 431                   | Glameow               | 538      | Throh       | 694                   | Helioptile            | 766                   | Passimian             | 854                   | Sinistea              | 950                   | Klawf                 |
| 046                   | Paras                 | 197                   | Umbreon               | 297                   | Hariyama              | 432                   | Purugly               | 539      | Sawk        | 695                   | Heliolisk             | 767                   | Wimpod                | 855                   | Polteageist           | 951                   | Capsakid              |
| 047                   | Parasect              | 198                   | Murkrow               | 298                   | Azurill※              | 433                   | Chingling※            | 540      | Sewaddle    | 696                   | Tyrunt~               | 768                   | Golisopod             | 856                   | Hatenna               | 952                   | Scovillain            |
| 048                   | Venonat               | 199                   | Slowking              | 299                   | Nosepass              | 434                   | Stunky                | 541      | Swadloon    | 697                   | Tyrantrum~            | 769                   | Sandygast             | 857                   | Hattrem               | 953                   | Rellor                |
| 049                   | Venomoth              | 200                   | Misdreavus            | 300                   | Skitty                | 435                   | Skuntank              | 542      | Leavanny    | 698                   | Amaura~               | 770                   | Palossand             | 858                   | Hatterene             | 954                   | Rabsca                |
| 050                   | Diglett               | 201                   | Unown                 | 301                   | Delcatty              | 436                   | Bronzor               | 543      | Venipede    | 699                   | Aurorus~              | 771                   | Pyukumuku             | 859                   | Impidimp              | 955                   | Flittle               |
| 051                   | Dugtrio               | 202                   | Wobbuffet             | 302                   | Sableye               | 437                   | Bronzong              | 544      | Whirlipede  | 700                   | Sylveon               | 772                   | Type: Null‡           | 860                   | Morgrem               | 956                   | Espathra              |
| 052                   | Meowth                | 203                   | Girafarig             | 303                   | Mawile                | 438                   | Bonsly※               | 545      | Scolipede   | 701                   | Hawlucha              | 773                   | Silvally‡             | 861                   | Grimmsnarl            | 957                   | Tinkatink             |
| 053                   | Persian               | 204                   | Pineco                | 304                   | Aron                  | 439                   | Mime Jr.※             | 546      | Cottonee    | 702                   | Dedenne               | 774                   | Minior                | 862                   | Obstagoon             | 958                   | Tinkatuff             |
| 054                   | Psyduck               | 205                   | Forretress            | 305                   | Lairon                | 440                   | Happiny※              | 547      | Whimsicott  | 703                   | Carbink               | 775                   | Komala                | 863                   | Perrserker            | 959                   | Tinkaton              |
| 055                   | Golduck               | 206                   | Dunsparce             | 306                   | Aggron                | 441                   | Chatot                | 548      | Petilil     | 704                   | Goomy                 | 776                   | Turtonator            | 864                   | Cursola               | 960                   | Wiglett               |
| 056                   | Mankey                | 207                   | Gligar                | 307                   | Meditite              | 442                   | Spiritomb             | 549      | Lilligant   | 705                   | Sliggoo               | 777                   | Togedemaru            | 865                   | Sirfetch'd            | 961                   | Wugtrio               |
| 057                   | Primeape              | 208                   | Steelix               | 308                   | Medicham              | 443                   | Gible                 | 550      | Basculin    | 706                   | Goodra                | 778                   | Mimikyu               | 866                   | Mr. Rime              | 962                   | Bombirdier            |
| 058                   | Growlithe             | 209                   | Snubbull              | 309                   | Electrike             | 444                   | Gabite                | 551      | Sandile     | 707                   | Klefki                | 779                   | Bruxish               | 867                   | Runerigus             | 963                   | Finizen               |
| 059                   | Arcanine              | 210                   | Granbull              | 310                   | Manectric             | 445                   | Garchomp              | 552      | Krokorok    | 708                   | Phantump              | 780                   | Drampa                | 868                   | Milcery               | 964                   | Palafin               |
| 060                   | Poliwag               | 211                   | Qwilfish              | 311                   | Plusle                | 446                   | Munchlax※             | 553      | Krookodile  | 709                   | Trevenant             | 781                   | Dhelmise              | 869                   | Alcremie              | 965                   | Varoom                |
| 061                   | Poliwhirl             | 212                   | Scizor                | 312                   | Minun                 | 447                   | Riolu※                | 554      | Darumaka    | 710                   | Pumpkaboo             | 782                   | Jangmo-o              | 870                   | Falinks               | 966                   | Revavroom             |
| 062                   | Poliwrath             | 213                   | Shuckle               | 313                   | Volbeat               | 448                   | Lucario               | 555      | Darmanitan  | 711                   | Gourgeist             | 783                   | Hakamo-o              | 871                   | Pincurchin            | 967                   | Cyclizar              |
| 063                   | Abra                  | 214                   | Heracross             | 314                   | Illumise              | 449                   | Hippopotas            | 556      | Maractus    | 712                   | Bergmite              | 784                   | Kommo-o               | 872                   | Snom                  | 968                   | Orthworm              |
| 064                   | Kadabra               | 215                   | Sneasel               | 315                   | Roselia               | 450                   | Hippowdon             | 557      | Dwebble     | 713                   | Avalugg               | 785                   | Tapu Koko‡            | 873                   | Frosmoth              | 969                   | Glimmet               |
| 065                   | Alakazam              | 216                   | Teddiursa             | 316                   | Gulpin                | 451                   | Skorupi               | 558      | Crustle     | 714                   | Noibat                | 786                   | Tapu Lele‡            | 874                   | Stonjourner           | 970                   | Glimmora              |
| 066                   | Machop                | 217                   | Ursaring              | 317                   | Swalot                | 452                   | Drapion               | 559      | Scraggy     | 715                   | Noivern               | 787                   | Tapu Bulu‡            | 875                   | Eiscue                | 971                   | Greavard              |
| 067                   | Machoke               | 218                   | Slugma                | 318                   | Carvanha              | 453                   | Croagunk              | 560      | Scrafty     | 716                   | Xerneas‡              | 788                   | Tapu Fini‡            | 876                   | Indeedee              | 972                   | Houndstone            |
| 068                   | Machamp               | 219                   | Magcargo              | 319                   | Sharpedo              | 454                   | Toxicroak             | 561      | Sigilyph    | 717                   | Yveltal‡              | 789                   | Cosmog‡               | 877                   | Morpeko               | 973                   | Flamigo               |
| 069                   | Bellsprout            | 220                   | Swinub                | 320                   | Wailmer               | 455                   | Carnivine             | 562      | Yamask      | 718                   | Zygarde‡              | 790                   | Cosmoem‡              | 878                   | Cufant                | 974                   | Cetoddle              |
| 070                   | Weepinbell            | 221                   | Piloswine             | 321                   | Wailord               | 456                   | Finneon               | 563      | Cofagrigus  | 719                   | Diancie♭              | 791                   | Solgaleo‡             | 879                   | Copperajah            | 975                   | Cetitan               |
| 071                   | Victreebel            | 222                   | Corsola               | 322                   | Numel                 | 457                   | Lumineon              | 564      | Tirtouga~   | 720                   | Hoopa♭                | 792                   | Lunala‡               | 880                   | Dracozolt~            | 976                   | Veluza                |
| 072                   | Tentacool             | 223                   | Remoraid              | 323                   | Camerupt              | 458                   | Mantyke※              | 565      | Carracosta~ | 721                   | Volcanion♭            | 793                   | Nihilego♯             | 881                   | Arctozolt~            | 977                   | Dondozo               |
| 073                   | Tentacruel            | 224                   | Octillery             | 324                   | Torkoal               | 459                   | Snover                | 566      | Archen~     | No additional Pokémon | No additional Pokémon | 794                   | Buzzwole♯             | 882                   | Dracovish~            | 978                   | Tatsugiri             |
| 074                   | Geodude               | 225                   | Delibird              | 325                   | Spoink                | 460                   | Abomasnow             | 567      | Archeops~   | No additional Pokémon | No additional Pokémon | 795                   | Pheromosa♯            | 883                   | Arctovish~            | 979                   | Annihilape            |
| 075                   | Graveler              | 226                   | Mantine               | 326                   | Grumpig               | 461                   | Weavile               | 568      | Trubbish    | No additional Pokémon | No additional Pokémon | 796                   | Xurkitree♯            | 884                   | Duraludon             | 980                   | Clodsire              |
| 076                   | Golem                 | 227                   | Skarmory              | 327                   | Spinda                | 462                   | Magnezone             | 569      | Garbodor    | No additional Pokémon | No additional Pokémon | 797                   | Celesteela♯           | 885                   | Dreepy                | 981                   | Farigiraf             |
| 077                   | Ponyta                | 228                   | Houndour              | 328                   | Trapinch              | 463                   | Lickilicky            | 570      | Zorua       | No additional Pokémon | No additional Pokémon | 798                   | Kartana♯              | 886                   | Drakloak              | 982                   | Dudunsparce           |
| 078                   | Rapidash              | 229                   | Houndoom              | 329                   | Vibrava               | 464                   | Rhyperior             | 571      | Zoroark     | No additional Pokémon | No additional Pokémon | 799                   | Guzzlord♯             | 887                   | Dragapult             | 983                   | Kingambit             |
| 079                   | Slowpoke              | 230                   | Kingdra               | 330                   | Flygon                | 465                   | Tangrowth             | 572      | Minccino    | No additional Pokémon | No additional Pokémon | 800                   | Necrozma‡             | 888                   | Zacian‡               | 984                   | Great Tusk§           |
| 080                   | Slowbro               | 231                   | Phanpy                | 331                   | Cacnea                | 466                   | Electivire            | 573      | Cinccino    | No additional Pokémon | No additional Pokémon | 801                   | Magearna♭             | 889                   | Zamazenta‡            | 985                   | Scream Tail§          |
| 081                   | Magnemite             | 232                   | Donphan               | 332                   | Cacturne              | 467                   | Magmortar             | 574      | Gothita     | No additional Pokémon | No additional Pokémon | 802                   | Marshadow♭            | 890                   | Eternatus‡            | 986                   | Brute Bonnet§         |
| 082                   | Magneton              | 233                   | Porygon2              | 333                   | Swablu                | 468                   | Togekiss              | 575      | Gothorita   | No additional Pokémon | No additional Pokémon | 803                   | Poipole♯              | 891                   | Kubfu‡                | 987                   | Flutter Mane§         |
| 083                   | Farfetch'd            | 234                   | Stantler              | 334                   | Altaria               | 469                   | Yanmega               | 576      | Gothitelle  | No additional Pokémon | No additional Pokémon | 804                   | Naganadel♯            | 892                   | Urshifu‡              | 988                   | Slither Wing§         |
| 084                   | Doduo                 | 235                   | Smeargle              | 335                   | Zangoose              | 470                   | Leafeon               | 577      | Solosis     | No additional Pokémon | No additional Pokémon | 805                   | Stakataka♯            | 893                   | Zarude♭               | 989                   | Sandy Shocks§         |
| 085                   | Dodrio                | 236                   | Tyrogue※              | 336                   | Seviper               | 471                   | Glaceon               | 578      | Duosion     | No additional Pokémon | No additional Pokémon | 806                   | Blacephalon♯          | 894                   | Regieleki‡            | 990                   | Iron Treads§          |
| 086                   | Seel                  | 237                   | Hitmontop             | 337                   | Lunatone              | 472                   | Gliscor               | 579      | Reuniclus   | No additional Pokémon | No additional Pokémon | 807                   | Zeraora♭              | 895                   | Regidrago‡            | 991                   | Iron Bundle§          |
| 087                   | Dewgong               | 238                   | Smoochum※             | 338                   | Solrock               | 473                   | Mamoswine             | 580      | Ducklett    | No additional Pokémon | No additional Pokémon | 808                   | Meltan♭               | 896                   | Glastrier‡            | 992                   | Iron Hands§           |
| 088                   | Grimer                | 239                   | Elekid※               | 339                   | Barboach              | 474                   | Porygon-Z             | 581      | Swanna      | No additional Pokémon | No additional Pokémon | 809                   | Melmetal♭             | 897                   | Spectrier‡            | 993                   | Iron Jugulis§         |
| 089                   | Muk                   | 240                   | Magby※                | 340                   | Whiscash              | 475                   | Gallade               | 582      | Vanillite   | No additional Pokémon | No additional Pokémon | No additional Pokémon | No additional Pokémon | 898                   | Calyrex‡              | 994                   | Iron Moth§            |
| 090                   | Shellder              | 241                   | Miltank               | 341                   | Corphish              | 476                   | Probopass             | 583      | Vanillish   | No additional Pokémon | No additional Pokémon | No additional Pokémon | No additional Pokémon | 899                   | Wyrdeer               | 995                   | Iron Thorns§          |
| 091                   | Cloyster              | 242                   | Blissey               | 342                   | Crawdaunt             | 477                   | Dusknoir              | 584      | Vanilluxe   | No additional Pokémon | No additional Pokémon | No additional Pokémon | No additional Pokémon | 900                   | Kleavor               | 996                   | Frigibax              |
| 092                   | Gastly                | 243                   | Raikou‡               | 343                   | Baltoy                | 478                   | Froslass              | 585      | Deerling    | No additional Pokémon | No additional Pokémon | No additional Pokémon | No additional Pokémon | 901                   | Ursaluna              | 997                   | Arctibax              |
| 093                   | Haunter               | 244                   | Entei‡                | 344                   | Claydol               | 479                   | Rotom                 | 586      | Sawsbuck    | No additional Pokémon | No additional Pokémon | No additional Pokémon | No additional Pokémon | 902                   | Basculegion           | 998                   | Baxcalibur            |
| 094                   | Gengar                | 245                   | Suicune‡              | 345                   | Lileep~               | 480                   | Uxie‡                 | 587      | Emolga      | No additional Pokémon | No additional Pokémon | No additional Pokémon | No additional Pokémon | 903                   | Sneasler              | 999                   | Gimmighoul            |
| 095                   | Onix                  | 246                   | Larvitar              | 346                   | Cradily~              | 481                   | Mesprit‡              | 588      | Karrablast  | No additional Pokémon | No additional Pokémon | No additional Pokémon | No additional Pokémon | 904                   | Overqwil              | 1000                  | Gholdengo             |
| 096                   | Drowzee               | 247                   | Pupitar               | 347                   | Anorith~              | 482                   | Azelf‡                | 589      | Escavalier  | No additional Pokémon | No additional Pokémon | No additional Pokémon | No additional Pokémon | 905                   | Enamorus‡             | 1001                  | Wo-Chien‡             |
| 097                   | Hypno                 | 248                   | Tyranitar             | 348                   | Armaldo~              | 483                   | Dialga‡               | 590      | Foongus     | No additional Pokémon | No additional Pokémon | No additional Pokémon | No additional Pokémon | No additional Pokémon | No additional Pokémon | 1002                  | Chien-Pao‡            |
| 098                   | Krabby                | 249                   | Lugia‡                | 349                   | Feebas                | 484                   | Palkia‡               | 591      | Amoonguss   | No additional Pokémon | No additional Pokémon | No additional Pokémon | No additional Pokémon | No additional Pokémon | No additional Pokémon | 1003                  | Ting-Lu‡              |
| 099                   | Kingler               | 250                   | Ho-oh‡                | 350                   | Milotic               | 485                   | Heatran‡              | 592      | Frillish    | No additional Pokémon | No additional Pokémon | No additional Pokémon | No additional Pokémon | No additional Pokémon | No additional Pokémon | 1004                  | Chi-Yu‡               |
| 100                   | Voltorb               | 251                   | Celebi♭               | 351                   | Castform              | 486                   | Regigigas‡            | 593      | Jellicent   | No additional Pokémon | No additional Pokémon | No additional Pokémon | No additional Pokémon | No additional Pokémon | No additional Pokémon | 1005                  | Roaring Moon§         |
| 101                   | Electrode             | No additional Pokémon | No additional Pokémon | 352                   | Kecleon               | 487                   | Giratina‡             | 594      | Alomomola   | No additional Pokémon | No additional Pokémon | No additional Pokémon | No additional Pokémon | No additional Pokémon | No additional Pokémon | 1006                  | Iron Valiant§         |
| 102                   | Exeggcute             | No additional Pokémon | No additional Pokémon | 353                   | Shuppet               | 488                   | Cresselia‡            | 595      | Joltik      | No additional Pokémon | No additional Pokémon | No additional Pokémon | No additional Pokémon | No additional Pokémon | No additional Pokémon | 1007                  | Koraidon‡             |
| 103                   | Exeggutor             | No additional Pokémon | No additional Pokémon | 354                   | Banette               | 489                   | Phione♭               | 596      | Galvantula  | No additional Pokémon | No additional Pokémon | No additional Pokémon | No additional Pokémon | No additional Pokémon | No additional Pokémon | 1008                  | Miraidon‡             |
| 104                   | Cubone                | No additional Pokémon | No additional Pokémon | 355                   | Duskull               | 490                   | Manaphy♭              | 597      | Ferroseed   | No additional Pokémon | No additional Pokémon | No additional Pokémon | No additional Pokémon | No additional Pokémon | No additional Pokémon | 1009                  | Walking Wake§         |
| 105                   | Marowak               | No additional Pokémon | No additional Pokémon | 356                   | Dusclops              | 491                   | Darkrai ♭             | 598      | Ferrothorn  | No additional Pokémon | No additional Pokémon | No additional Pokémon | No additional Pokémon | No additional Pokémon | No additional Pokémon | 1010                  | Iron Leaves§          |
| 106                   | Hitmonlee             | No additional Pokémon | No additional Pokémon | 357                   | Tropius               | 492                   | Shaymin♭              | 599      | Klink       | No additional Pokémon | No additional Pokémon | No additional Pokémon | No additional Pokémon | No additional Pokémon | No additional Pokémon | 1011                  | Dipplin               |
| 107                   | Hitmonchan            | No additional Pokémon | No additional Pokémon | 358                   | Chimecho              | 493                   | Arceus♭               | 600      | Klang       | No additional Pokémon | No additional Pokémon | No additional Pokémon | No additional Pokémon | No additional Pokémon | No additional Pokémon | 1012                  | Poltchageist          |
| 108                   | Lickitung             | No additional Pokémon | No additional Pokémon | 359                   | Absol                 | No additional Pokémon | No additional Pokémon | 601      | Klinklang   | No additional Pokémon | No additional Pokémon | No additional Pokémon | No additional Pokémon | No additional Pokémon | No additional Pokémon | 1013                  | Sinistcha             |
| 109                   | Koffing               | No additional Pokémon | No additional Pokémon | 360                   | Wynaut※               | No additional Pokémon | No additional Pokémon | 602      | Tynamo      | No additional Pokémon | No additional Pokémon | No additional Pokémon | No additional Pokémon | No additional Pokémon | No additional Pokémon | 1014                  | Okidogi‡              |
| 110                   | Weezing               | No additional Pokémon | No additional Pokémon | 361                   | Snorunt               | No additional Pokémon | No additional Pokémon | 603      | Eelektrik   | No additional Pokémon | No additional Pokémon | No additional Pokémon | No additional Pokémon | No additional Pokémon | No additional Pokémon | 1015                  | Munkidori‡            |
| 111                   | Rhyhorn               | No additional Pokémon | No additional Pokémon | 362                   | Glalie                | No additional Pokémon | No additional Pokémon | 604      | Eelektross  | No additional Pokémon | No additional Pokémon | No additional Pokémon | No additional Pokémon | No additional Pokémon | No additional Pokémon | 1016                  | Fezandipiti‡          |
| 112                   | Rhydon                | No additional Pokémon | No additional Pokémon | 363                   | Spheal                | No additional Pokémon | No additional Pokémon | 605      | Elgyem      | No additional Pokémon | No additional Pokémon | No additional Pokémon | No additional Pokémon | No additional Pokémon | No additional Pokémon | 1017                  | Ogerpon‡              |
| 113                   | Chansey               | No additional Pokémon | No additional Pokémon | 364                   | Sealeo                | No additional Pokémon | No additional Pokémon | 606      | Beheeyem    | No additional Pokémon | No additional Pokémon | No additional Pokémon | No additional Pokémon | No additional Pokémon | No additional Pokémon | 1018                  | Archaludon            |
| 114                   | Tangela               | No additional Pokémon | No additional Pokémon | 365                   | Walrein               | No additional Pokémon | No additional Pokémon | 607      | Litwick     | No additional Pokémon | No additional Pokémon | No additional Pokémon | No additional Pokémon | No additional Pokémon | No additional Pokémon | 1019                  | Hydrapple             |
| 115                   | Kangaskhan            | No additional Pokémon | No additional Pokémon | 366                   | Clamperl              | No additional Pokémon | No additional Pokémon | 608      | Lampent     | No additional Pokémon | No additional Pokémon | No additional Pokémon | No additional Pokémon | No additional Pokémon | No additional Pokémon | 1020                  | Gouging Fire§         |
| 116                   | Horsea                | No additional Pokémon | No additional Pokémon | 367                   | Huntail               | No additional Pokémon | No additional Pokémon | 609      | Chandelure  | No additional Pokémon | No additional Pokémon | No additional Pokémon | No additional Pokémon | No additional Pokémon | No additional Pokémon | 1021                  | Raging Bolt§          |
| 117                   | Seadra                | No additional Pokémon | No additional Pokémon | 368                   | Gorebyss              | No additional Pokémon | No additional Pokémon | 610      | Axew        | No additional Pokémon | No additional Pokémon | No additional Pokémon | No additional Pokémon | No additional Pokémon | No additional Pokémon | 1022                  | Iron Boulder§         |
| 118                   | Goldeen               | No additional Pokémon | No additional Pokémon | 369                   | Relicanth             | No additional Pokémon | No additional Pokémon | 611      | Fraxure     | No additional Pokémon | No additional Pokémon | No additional Pokémon | No additional Pokémon | No additional Pokémon | No additional Pokémon | 1023                  | Iron Crown§           |
| 119                   | Seaking               | No additional Pokémon | No additional Pokémon | 370                   | Luvdisc               | No additional Pokémon | No additional Pokémon | 612      | Haxorus     | No additional Pokémon | No additional Pokémon | No additional Pokémon | No additional Pokémon | No additional Pokémon | No additional Pokémon | 1024                  | Terapagos‡            |
| 120                   | Staryu                | No additional Pokémon | No additional Pokémon | 371                   | Bagon                 | No additional Pokémon | No additional Pokémon | 613      | Cubchoo     | No additional Pokémon | No additional Pokémon | No additional Pokémon | No additional Pokémon | No additional Pokémon | No additional Pokémon | 1025                  | Pecharunt♭            |
| 121                   | Starmie               | No additional Pokémon | No additional Pokémon | 372                   | Shelgon               | No additional Pokémon | No additional Pokémon | 614      | Beartic     | No additional Pokémon | No additional Pokémon | No additional Pokémon | No additional Pokémon | No additional Pokémon | No additional Pokémon | No additional Pokémon | No additional Pokémon |
| 122                   | Mr. Mime              | No additional Pokémon | No additional Pokémon | 373                   | Salamence             | No additional Pokémon | No additional Pokémon | 615      | Cryogonal   | No additional Pokémon | No additional Pokémon | No additional Pokémon | No additional Pokémon | No additional Pokémon | No additional Pokémon | No additional Pokémon | No additional Pokémon |
| 123                   | Scyther               | No additional Pokémon | No additional Pokémon | 374                   | Beldum                | No additional Pokémon | No additional Pokémon | 616      | Shelmet     | No additional Pokémon | No additional Pokémon | No additional Pokémon | No additional Pokémon | No additional Pokémon | No additional Pokémon | No additional Pokémon | No additional Pokémon |
| 124                   | Jynx                  | No additional Pokémon | No additional Pokémon | 375                   | Metang                | No additional Pokémon | No additional Pokémon | 617      | Accelgor    | No additional Pokémon | No additional Pokémon | No additional Pokémon | No additional Pokémon | No additional Pokémon | No additional Pokémon | No additional Pokémon | No additional Pokémon |
| 125                   | Electabuzz            | No additional Pokémon | No additional Pokémon | 376                   | Metagross             | No additional Pokémon | No additional Pokémon | 618      | Stunfisk    | No additional Pokémon | No additional Pokémon | No additional Pokémon | No additional Pokémon | No additional Pokémon | No additional Pokémon | No additional Pokémon | No additional Pokémon |
| 126                   | Magmar                | No additional Pokémon | No additional Pokémon | 377                   | Regirock‡             | No additional Pokémon | No additional Pokémon | 619      | Mienfoo     | No additional Pokémon | No additional Pokémon | No additional Pokémon | No additional Pokémon | No additional Pokémon | No additional Pokémon | No additional Pokémon | No additional Pokémon |
| 127                   | Pinsir                | No additional Pokémon | No additional Pokémon | 378                   | Regice‡               | No additional Pokémon | No additional Pokémon | 620      | Mienshao    | No additional Pokémon | No additional Pokémon | No additional Pokémon | No additional Pokémon | No additional Pokémon | No additional Pokémon | No additional Pokémon | No additional Pokémon |
| 128                   | Tauros                | No additional Pokémon | No additional Pokémon | 379                   | Registeel‡            | No additional Pokémon | No additional Pokémon | 621      | Druddigon   | No additional Pokémon | No additional Pokémon | No additional Pokémon | No additional Pokémon | No additional Pokémon | No additional Pokémon | No additional Pokémon | No additional Pokémon |
| 129                   | Magikarp              | No additional Pokémon | No additional Pokémon | 380                   | Latias‡               | No additional Pokémon | No additional Pokémon | 622      | Golett      | No additional Pokémon | No additional Pokémon | No additional Pokémon | No additional Pokémon | No additional Pokémon | No additional Pokémon | No additional Pokémon | No additional Pokémon |
| 130                   | Gyarados              | No additional Pokémon | No additional Pokémon | 381                   | Latios‡               | No additional Pokémon | No additional Pokémon | 623      | Golurk      | No additional Pokémon | No additional Pokémon | No additional Pokémon | No additional Pokémon | No additional Pokémon | No additional Pokémon | No additional Pokémon | No additional Pokémon |
| 131                   | Lapras                | No additional Pokémon | No additional Pokémon | 382                   | Kyogre‡               | No additional Pokémon | No additional Pokémon | 624      | Pawniard    | No additional Pokémon | No additional Pokémon | No additional Pokémon | No additional Pokémon | No additional Pokémon | No additional Pokémon | No additional Pokémon | No additional Pokémon |
| 132                   | Ditto                 | No additional Pokémon | No additional Pokémon | 383                   | Groudon‡              | No additional Pokémon | No additional Pokémon | 625      | Bisharp     | No additional Pokémon | No additional Pokémon | No additional Pokémon | No additional Pokémon | No additional Pokémon | No additional Pokémon | No additional Pokémon | No additional Pokémon |
| 133                   | Eevee                 | No additional Pokémon | No additional Pokémon | 384                   | Rayquaza‡             | No additional Pokémon | No additional Pokémon | 626      | Bouffalant  | No additional Pokémon | No additional Pokémon | No additional Pokémon | No additional Pokémon | No additional Pokémon | No additional Pokémon | No additional Pokémon | No additional Pokémon |
| 134                   | Vaporeon              | No additional Pokémon | No additional Pokémon | 385                   | Jirachi♭              | No additional Pokémon | No additional Pokémon | 627      | Rufflet     | No additional Pokémon | No additional Pokémon | No additional Pokémon | No additional Pokémon | No additional Pokémon | No additional Pokémon | No additional Pokémon | No additional Pokémon |
| 135                   | Jolteon               | No additional Pokémon | No additional Pokémon | 386                   | Deoxys♭               | No additional Pokémon | No additional Pokémon | 628      | Braviary    | No additional Pokémon | No additional Pokémon | No additional Pokémon | No additional Pokémon | No additional Pokémon | No additional Pokémon | No additional Pokémon | No additional Pokémon |
| 136                   | Flareon               | No additional Pokémon | No additional Pokémon | No additional Pokémon | No additional Pokémon | No additional Pokémon | No additional Pokémon | 629      | Vullaby     | No additional Pokémon | No additional Pokémon | No additional Pokémon | No additional Pokémon | No additional Pokémon | No additional Pokémon | No additional Pokémon | No additional Pokémon |
| 137                   | Porygon               | No additional Pokémon | No additional Pokémon | No additional Pokémon | No additional Pokémon | No additional Pokémon | No additional Pokémon | 630      | Mandibuzz   | No additional Pokémon | No additional Pokémon | No additional Pokémon | No additional Pokémon | No additional Pokémon | No additional Pokémon | No additional Pokémon | No additional Pokémon |
| 138                   | Omanyte~              | No additional Pokémon | No additional Pokémon | No additional Pokémon | No additional Pokémon | No additional Pokémon | No additional Pokémon | 631      | Heatmor     | No additional Pokémon | No additional Pokémon | No additional Pokémon | No additional Pokémon | No additional Pokémon | No additional Pokémon | No additional Pokémon | No additional Pokémon |
| 139                   | Omastar~              | No additional Pokémon | No additional Pokémon | No additional Pokémon | No additional Pokémon | No additional Pokémon | No additional Pokémon | 632      | Durant      | No additional Pokémon | No additional Pokémon | No additional Pokémon | No additional Pokémon | No additional Pokémon | No additional Pokémon | No additional Pokémon | No additional Pokémon |
| 140                   | Kabuto~               | No additional Pokémon | No additional Pokémon | No additional Pokémon | No additional Pokémon | No additional Pokémon | No additional Pokémon | 633      | Deino       | No additional Pokémon | No additional Pokémon | No additional Pokémon | No additional Pokémon | No additional Pokémon | No additional Pokémon | No additional Pokémon | No additional Pokémon |
| 141                   | Kabutops~             | No additional Pokémon | No additional Pokémon | No additional Pokémon | No additional Pokémon | No additional Pokémon | No additional Pokémon | 634      | Zweilous    | No additional Pokémon | No additional Pokémon | No additional Pokémon | No additional Pokémon | No additional Pokémon | No additional Pokémon | No additional Pokémon | No additional Pokémon |
| 142                   | Aerodactyl~           | No additional Pokémon | No additional Pokémon | No additional Pokémon | No additional Pokémon | No additional Pokémon | No additional Pokémon | 635      | Hydreigon   | No additional Pokémon | No additional Pokémon | No additional Pokémon | No additional Pokémon | No additional Pokémon | No additional Pokémon | No additional Pokémon | No additional Pokémon |
| 143                   | Snorlax               | No additional Pokémon | No additional Pokémon | No additional Pokémon | No additional Pokémon | No additional Pokémon | No additional Pokémon | 636      | Larvesta    | No additional Pokémon | No additional Pokémon | No additional Pokémon | No additional Pokémon | No additional Pokémon | No additional Pokémon | No additional Pokémon | No additional Pokémon |
| 144                   | Articuno‡             | No additional Pokémon | No additional Pokémon | No additional Pokémon | No additional Pokémon | No additional Pokémon | No additional Pokémon | 637      | Volcarona   | No additional Pokémon | No additional Pokémon | No additional Pokémon | No additional Pokémon | No additional Pokémon | No additional Pokémon | No additional Pokémon | No additional Pokémon |
| 145                   | Zapdos‡               | No additional Pokémon | No additional Pokémon | No additional Pokémon | No additional Pokémon | No additional Pokémon | No additional Pokémon | 638      | Cobalion‡   | No additional Pokémon | No additional Pokémon | No additional Pokémon | No additional Pokémon | No additional Pokémon | No additional Pokémon | No additional Pokémon | No additional Pokémon |
| 146                   | Moltres‡              | No additional Pokémon | No additional Pokémon | No additional Pokémon | No additional Pokémon | No additional Pokémon | No additional Pokémon | 639      | Terrakion‡  | No additional Pokémon | No additional Pokémon | No additional Pokémon | No additional Pokémon | No additional Pokémon | No additional Pokémon | No additional Pokémon | No additional Pokémon |
| 147                   | Dratini               | No additional Pokémon | No additional Pokémon | No additional Pokémon | No additional Pokémon | No additional Pokémon | No additional Pokémon | 640      | Virizion‡   | No additional Pokémon | No additional Pokémon | No additional Pokémon | No additional Pokémon | No additional Pokémon | No additional Pokémon | No additional Pokémon | No additional Pokémon |
| 148                   | Dragonair             | No additional Pokémon | No additional Pokémon | No additional Pokémon | No additional Pokémon | No additional Pokémon | No additional Pokémon | 641      | Tornadus‡   | No additional Pokémon | No additional Pokémon | No additional Pokémon | No additional Pokémon | No additional Pokémon | No additional Pokémon | No additional Pokémon | No additional Pokémon |
| 149                   | Dragonite             | No additional Pokémon | No additional Pokémon | No additional Pokémon | No additional Pokémon | No additional Pokémon | No additional Pokémon | 642      | Thundurus‡  | No additional Pokémon | No additional Pokémon | No additional Pokémon | No additional Pokémon | No additional Pokémon | No additional Pokémon | No additional Pokémon | No additional Pokémon |
| 150                   | Mewtwo‡               | No additional Pokémon | No additional Pokémon | No additional Pokémon | No additional Pokémon | No additional Pokémon | No additional Pokémon | 643      | Reshiram‡   | No additional Pokémon | No additional Pokémon | No additional Pokémon | No additional Pokémon | No additional Pokémon | No additional Pokémon | No additional Pokémon | No additional Pokémon |
| 151                   | Mew♭                  | No additional Pokémon | No additional Pokémon | No additional Pokémon | No additional Pokémon | No additional Pokémon | No additional Pokémon | 644      | Zekrom‡     | No additional Pokémon | No additional Pokémon | No additional Pokémon | No additional Pokémon | No additional Pokémon | No additional Pokémon | No additional Pokémon | No additional Pokémon |
| No additional Pokémon | No additional Pokémon | No additional Pokémon | No additional Pokémon | No additional Pokémon | No additional Pokémon | No additional Pokémon | No additional Pokémon | 645      | Landorus‡   | No additional Pokémon | No additional Pokémon | No additional Pokémon | No additional Pokémon | No additional Pokémon | No additional Pokémon | No additional Pokémon | No additional Pokémon |
| No additional Pokémon | No additional Pokémon | No additional Pokémon | No additional Pokémon | No additional Pokémon | No additional Pokémon | No additional Pokémon | No additional Pokémon | 646      | Kyurem‡     | No additional Pokémon | No additional Pokémon | No additional Pokémon | No additional Pokémon | No additional Pokémon | No additional Pokémon | No additional Pokémon | No additional Pokémon |
| No additional Pokémon | No additional Pokémon | No additional Pokémon | No additional Pokémon | No additional Pokémon | No additional Pokémon | No additional Pokémon | No additional Pokémon | 647      | Keldeo♭     | No additional Pokémon | No additional Pokémon | No additional Pokémon | No additional Pokémon | No additional Pokémon | No additional Pokémon | No additional Pokémon | No additional Pokémon |
| No additional Pokémon | No additional Pokémon | No additional Pokémon | No additional Pokémon | No additional Pokémon | No additional Pokémon | No additional Pokémon | No additional Pokémon | 648      | Meloetta♭   | No additional Pokémon | No additional Pokémon | No additional Pokémon | No additional Pokémon | No additional Pokémon | No additional Pokémon | No additional Pokémon | No additional Pokémon |
| No additional Pokémon | No additional Pokémon | No additional Pokémon | No additional Pokémon | No additional Pokémon | No additional Pokémon | No additional Pokémon | No additional Pokémon | 649      | Genesect♭   | No additional Pokémon | No additional Pokémon | No additional Pokémon | No additional Pokémon | No additional Pokémon | No additional Pokémon | No additional Pokémon | No additional Pokémon |

### Loài lỗi
In the Game Boy Pokémon games, Pokémon Red, Green, Blue and Yellow, players were able to access a set of 105 glitch Pokémon. These species were not designed by the games' designers but could be encountered via the use of several glitches. Among them is a glitch dubbed MissingNo., which became highly notorious.